# Lauze (Gers)

La Lauze est un ruisseau du sud de la France, dans la région Occitanie, dans le département du Gers, affluent du Gers (rive gauche), et donc sous-affluent de la Garonne.

## Géographie
De 16,3 km de longueur, la Lauze prend sa source sur la commune de Réjaumont. Il se jette dans le Gers à Lectoure.

## Département et communes traversés
Dans le seul département du Gers, il traverse 7 communes:
Réjaumont, Lamothe-Goas, Terraube, Sainte-Radegonde, Pauilhac, La Sauvetat, Lectoure.

## Principaux affluents
- - le ruisseau de Beudie, 7,2 km.
  - le ruisseau de Sérillac, 2 km.
  - le ruisseau de Guillon, 1,7 km.